# Олег (воєвода київський)
Олег — гіпотетичний князь або воєвода ранньої Русі, який, за припущенням Михайла Грушевського, разом з очолюваними ним русами, названими «погибельним учинками народом», у середині IX століття здійснив бойовий похід в Чорне море. Руси спустошили малоазійське узбережжя від Пропонтиди до Синопа, про що збереглась згадка у «Житії святого Георгіян Амастридського». Ім'я полководця, який здійснив даний набіг у «Житії» не згадується.

## Відомості
Про це збереглась згадка у «Житії святого Георгія Амастридського». Де один полководець очолив русів названих «погибельним учинками народом», у середині IX століття між 825 і 842 роками здійснювали бойовий похід в Чорне море. Руси спустошили малоазійське узбережжя від Пропонтиди до Синопа. 
Ім'я полководця, який здійснив даний набіг у «Житії...» не згадується.
Михайло Грушевський припускає, що цим воєводою міг бути князь по імені Олег. Для підтвердження цієї гіпотези він приводить літописні свідчення і народні перекази, в яких зібрано багато подій довколо одного Олега, а також наявність трьох княжих могил князя, дві з яких знаходяться в Києві, одна на Щековиці, інша недалеко від старих „Жидівських воріт“ (як думають, на місці теперішньої обсерваторії). Тому це дає припущення, що в Києві правили два княза на ім'я Олег, один на початку X століття, а другий в першій половині IX століття.